# The Sci-Fi Boys
Pour plus de détails, voir Fiche technique et Distribution.
The Sci-Fi Boys est un film documentaire direct-to-video américain, réalisé, écrit et produit par Paul Davids (en), sorti en 2006. Il traite des personnages importants du cinéma de science-fiction (réalisateurs, responsables des effets spéciaux,…) dans une perspective historique, depuis les séries B des années 50 jusqu'aux gros blockbusters récents.

## Fiche technique
- Titre : The Sci-Fi Boys
- Titre original : The Sci-Fi Boys
- Réalisation : Paul Davids (en)
- Scénario : Paul Davids (en)
- Production : Hollace Davids, Paul Davids (en), Yellow Hat Productions
- Musique : Brian Thomas Lambert
- Photographie : Paul Davids (en), Alex Scott, Michael Stuart, Chris Toussaint
- Montage : Scott M. Davids
- Pays d'origine :  États-Unis
- Langue : anglais
- Genre : Documentaire
- Durée : 80 minutes

## Personnalités intervenant
- Peter Jackson
- Ray Harryhausen
- Leonard Maltin
- Forrest J Ackerman
- John Landis
- Dennis Muren
- Stephen Sommers
- Bob Ducsay
- Rick Baker
- Roger Corman
- Ray Bradbury
- Donald F. Glut
- William Malone
- Paul Davids (en)
- George Lucas
- Steven Spielberg
- Phil Tippett
- Frank Darabont
- Stan Winston
- Fred Barton (en)

### Images d'archives
- William Castle
- Tom Hanks
- Béla Lugosi

## Récompenses et distinctions

### Récompenses
- Saturn Award :
  - Saturn Award de la meilleure édition DVD 2007